# Деформационный потенциал
Деформационный потенциал  — потенциал взаимодействия между длинноволновыми фононами и электронами в твердом теле.
Деформационный потенциал строится, исходя из предположения, что локальное изменение плотности кристалла при прохождении акустического фонона приводит к снижению дна энергетической зоны по формуле
{\displaystyle E_{B}=E_{B0}-\sigma {\text{Sp}}{\hat {\varepsilon }}},
где  {\displaystyle E_{B}} — энергия дна зоны, {\displaystyle E_{B0}} — соответствующая величина в идеальном кристалле, {\displaystyle {\hat {\varepsilon }}} — тензор деформации, {\displaystyle \sigma } — определенный коэффициент, Sp — обозначение следа матрицы.
Постоянную σ можно оценить, зная зависимость энергии электронной системы от плотности электронов. Например, в случае идеального электронного газа
{\displaystyle \sigma ={\frac {3}{2}}E_{F}}, где {\displaystyle E_{F}} - уровень Ферми.
Тензор деформации в кристалле можно выразить через амплитуды фононов. Выраженный через операторы рождения и уничтожения электронов и фотонов, деформационный потенциал записывается
{\displaystyle {\hat {H}}_{int}={\frac {1}{\sqrt {N}}}\sum _{\mathbf {k} ,\mathbf {q} ,\mathbf {g} }F_{a}(\mathbf {q} +\mathbf {g} )a_{\mathbf {k} +\mathbf {q} +\mathbf {g} }^{\dagger }a_{\mathbf {k} }(b_{\mathbf {qa} }-b_{-\mathbf {q} a}^{\dagger })},
где 
{\displaystyle F_{a}(\mathbf {q} )=-i\sigma {\sqrt {\frac {\hbar |\mathbf {q} |}{2Mc_{a}}}}}
{\displaystyle \hbar } - постоянная Планка, M -  суммарная масса атомов одной элементраной ячейки, {\displaystyle c_{a}} - скорость звука для продольной ветви фононов, {\displaystyle \mathbf {k} } - квази-импульс электрона, {\displaystyle \mathbf {q} } - квази-импульс фонона, {\displaystyle \mathbf {g} } -  вектор обратной решетки, {\displaystyle a_{\mathbf {k} }^{\dagger }} - оператор рождения электрона, {\displaystyle b_{\mathbf {q} a}^{\dagger }} - оператор рождения акустического фонона.
Члены с ненулевыми векторами обратной решетки описывают процессы переброса, которые могут играть значительную роль при высоких температурах. При таких процессах даже длинноволновые акустические фононы могут рассеивать электроны на большие углы.